# Edificio Percy-Lobdell
El edificio Percy-Lobdell es un almacén histórico ubicado en 314 St. Mary Street en Thibodaux, Luisiana, Estados Unidos. Construido alrededor de 1900, la estructura es un almacén de estilo italiano de ladrillo de dos pisos con un falso frente monumental de cinco bahías de ancho. El edificio alberga el Centro Cultural Acadiano de los Humedales del Parque Histórico Nacional Jean Lafitte, y también alberga la Sucursal Conmemorativa Martha Sowell Utley de la Biblioteca Parroquial de Lafourche.
El edificio fue incluido en el Registro Nacional de Lugares Históricos el 5 de marzo de 1986. 